# Parafia Świętych Kosmy i Damiana w Narojkach
Parafia Świętych Kosmy i Damiana – parafia prawosławna w Narojkach, w dekanacie Siemiatycze diecezji warszawsko-bielskiej.
Na terenie parafii funkcjonuje 1 cerkiew:
- cerkiew Świętych Kosmy i Damiana w Narojkach – parafialna

## Historia
Pierwsza pisemna wzmianka o parafii prawosławnej w Narojkach pochodzi z 1629, kiedy to dokonano spisu mienia cerkiewnego. Rok przyjęcia unii przez parafię nie jest dokładnie znany. Dalsze informacje o cerkwi pochodzą z 1726, ze sprawozdania z wizytacji unickiego dziekana drohickiego: „Cerkiew sama stara drewniana, mała y zbyt stara, palem ogrodzona. Dach na niey y Połap zgniły, na Cmentarzu krzyż stary. Dzwonnicy ani Babińca nie masz. Podłogi absolutnie nie masz.” W początkach XVIII w. w cerkwi umieszczono kopię Galackiej Ikony Matki Bożej, która w Narojkach pozostaje do dziś. W 1738 zbudowano nową cerkiew, do której przeniesiono ikonę Matki Bożej oraz umieszczono ikonę Świętych Kosmy i Damiana – obecnych patronów parafii. W zapiskach z wizytacji z 1789 czytamy o cerkwi: „sytuowana wyreperowana z Przystawieniem kruchty, gątami nowo podbita z wieżyczką nową. Item ołtarzów dwa pozłoconych stolarską robotą, z kolumnami, gzymsami, malowanych, częścią pozłoconych, częścią posrebrzanych. Na Jednym obrazie Matki Boskiey na Drugim SS. Kozmy y Damiana.”
Pod koniec XVIII w. parafia w obejmowała wsie: Narojki, Bryki, Jaszczołty, Korzeniówkę, Kułygi, Miłkowice, Moczydły, Osnówkę, Sady, Skiwy, Sytki, Smorczewo, Śledzianów i Zalesie z ogólną liczbą 522 osób. W 1839, po likwidacji unii na Białostocczyźnie, parafia na powrót stała się prawosławną. W 1863 wierni postanowili wznieść nową świątynię. Budowa, w znacznej mierze dotowana przez władze państwowe (w owym czasie parafia liczyła zaledwie 152 dorosłych wiernych), rozpoczęła się 8 lipca 1865 i trwała ponad rok. Konsekracja nowej cerkwi miała miejsce 8 listopada 1866. Starą cerkiew rozebrano, natomiast Galacką Ikonę Matki Bożej przeniesiono na czas budowy świątyni do pobliskiej cerkwi w Rogawce.
W 1908 wyposażenie cerkwi uległo częściowemu zniszczeniu wskutek pożaru, jednak ikona Matki Bożej ocalała. W 1915, w wyniku działań wojennych większość parafian udała się na bieżeństwo. Po odzyskaniu przez Polskę niepodległości i powrocie wiernych parafia nie uzyskała statusu etatowej i przez cały okres międzywojenny była oficjalnie filią parafii w Siemiatyczach. Placówce w Narojkach podlegali natomiast wierni z Drohiczyna.
W czasie II wojny światowej parafia odzyskała samodzielność. W okresie powojennym część ludności została przesiedlona do ZSRR oraz nastąpiły migracje do ośrodków miejskich (Białystok, Siemiatycze). Mimo zmniejszenia się liczby wiernych, cerkiew oraz mienie parafialne utrzymywano w należytym stanie. W latach 60. XX w. pobudowano murowaną dzwonnicę i ogrodzono posesję. W 1975 do cerkwi dobudowano kruchtę z emporą. W latach 90. odnowiono elewację i wymieniono pokrycie dachu cerkwi, a w 2009 wstawiono nowe okna. 24 lipca 2016 w sąsiedztwie cerkwi ustawiono i poświęcono krzyż upamiętniający 150-lecie konsekracji świątyni.
Główne święta parafialne obchodzone są:
- 1 listopada (według starego stylu 14 listopada) – uroczystość Świętych Kosmy i Damiana;
- 15 sierpnia (według starego stylu 28 sierpnia) – uroczystość Zaśnięcia Matki Bożej.

## Proboszczowie
- 1961–1972 – ks. Mikołaj Dejneko
- 1979–1996 – ks. Stanisław Strach
- 1996–2000 – ks. Jan Gacuta
- 2000–2003 – ks. Jerzy Krysiak
- 2003–2011 – ks. Janusz Awksietijuk
- 2011–2015 – ks. Jerzy Kulik
- od 2015 – ks. Krzysztof Matwiejuk